# Plectreurys ceralbona
Plectreurys ceralbona is een spinnensoort uit de familie Plectreuridae. De soort komt voor in Mexico.